# Pablo Timoteo De Miranda
Pablo Timoteo De Miranda (Comodoro Rivadavia, Chubut, Argentina, 24 de febrero de 1986) es un futbolista argentino. Juega como defensa central y su equipo actual es el Albanova Calcio del campeonato  Eccellenza de Italia.

## Trayectoria

### C.A.I.
Debutó profesionalmente en la CAI de Comodoro Rivadavia en la temporada 2003/2004, donde permaneció 5 temporadas disputando la Segunda División del fútbol argentino, acumulando un total de 130 partidos jugados y 5 goles convertidos. En ese mismo club hizo las inferiores desde 1995, pasando por todas las categorías intermedias hasta llegar a la primera local y luego pasar al conjunto mayor.
Con sólo 22 años logró la capitanía de ese equipo en el partido Platense vs CAI del 6 de diciembre de 2008, liderazgo que retuvo por 18 partidos hasta su alejamiento del Club en julio de 2009 al terminar la temporada.
Luego de finalizada la temporada 2008/2009, un grupo empresario adquirió el 90% de los derechos federativos, quedándose con el restante 10% la Comisión de Actividades Infantiles.

### Colón
El 3 de agosto de 2009 se concretó su pase a la Primera División del fútbol argentino, cuando fue dado a préstamo por 1 año al Club Atlético Colón, de la ciudad de Santa Fe, Argentina para ponerse a disposición del DT Antonio "el Turco" Mohamed.
Durante el torneo argentino Apertura 2009, Pablo ha participado como suplente de dos partidos y como titular en varios encuentros del Torneo de Reserva 2009/2010 (Vélez, Racing, Tigre -1 gol-, River, Chacarita y Rosario Central e Independiente -1 gol-, entre otros).
Ya en 2010, Pablo participó de la pretemporada de verano donde disputó dos amistosos como titular (Olimpo y Gimnasia LP) y participó de la final de la Copa Ciudad de Rosario contra Newell's, también como titular.
Su debut oficial en partidos de Primera División fue, a los 23 años, el 6 de febrero de 2010 en el partido Tigre vs Colón, donde participó los 90 minutos de juego vistiendo la camiseta número 6 y que terminó empatado en dos tantos. Al cierre del Torneo Clausura 2010, Pablo había participado en siete encuentros.

### Tigre
El 28 de junio de 2010 se concretó su pase a préstamo al Club Atlético Tigre, donde se puso a disposición del DT Ricardo Caruso Lombardi, así se convirtió en el segundo futbolista surgido de la CAI en jugar en la Primera División de este club. El 2 de octubre de 2010 se concretó su debut oficial con la camiseta de Tigre en Primera División, vistiendo el número 24 en el partido All Boys vs Tigre por el Torneo Apertura 2010. Participó también de la victoria sobre el puntero del campeonato, Estudiantes, el 13 de noviembre de 2010.

### Independiente Rivadavia
En enero de 2011, De Miranda fue transferido al club Independiente Rivadavia para ponerse bajo las órdenes del DT Jorge "Vitrola" Ghiso, en la disputa del torneo 2010-2011 de la Primera B Nacional. Continuó su carrera en dicho club hasta la finalización del torneo 2011-2012.

### Ferro
Durante la pretemporada del torneo largo 2012-2013, fue transferido a préstamo por un año a Ferro Carril Oeste, donde participó de 36 partidos y convirtió un gol ante Club Atlético Sarmiento (Junín) el 20 de mayo de 2013. Jugó al lado de Marcos Acuña y Franco Cervi. 

### Instituto de Córdoba
En la temporada 2013-2014 fue titular indiscutido en su paso por el club cordobés albirrojo, el cual estuvo peleando por los puestos de ascenso hasta las últimas fechas del Campeonato.

### Defensa y Justicia
En julio de 2014 ficha para jugar por Defensa y Justicia en lo que será su retorno a la Primera División de Argentina. 

### Alebrijes de Oaxaca
El 2 de diciembre de 2014 se anunció su desembarco como refuerzo en los Alebrijes de Oaxaca, en la que sería su primera experiencia en el fútbol mexicano, pero antes de iniciar el torneo apertura 2015, se lesiona y por tanto no fue registrado para el torneo.

### Instituto De Córdoba
El 1 de julio de 2016 regresa a Instituto De Córdoba, con Ivan Delfino como técnico del plantel, y juega la mayor parte del torneo.

### Club Blooming
Los primeros días de julio de 2017 es nombrado como nuevo refuerzo de uno de los clubes más grandes de Bolivia, jugando todos los partidos del torneo, convirtiendo 2 goles en la mitad del torneo, uno de ellos, el empate ante el clásico rival, oriente petrolero. Al finalizar el torneo logran la clasificación a la Copa Sudamericana 2018.

### Carlos A. Mannucci
En el 2019 ficha por el recién ascendido  Carlos A. Mannucci de la Liga 1. Jugó 6 partidos y sale del club por bajo rendimiento, regresa a la Liga de Ascenso MX.

## Clubes
| 2022-23   | Albanova Calcio                    | Italia    | Eccellenza        | 0   | 0 | 0 |  |       |  |  |     |    |   |
| 2021-22   | Rende Calcio                       | Italia    | Serie D           | 33  | 1 | 0 |  |       |  |  |     |    |   |
| 2021      | Cittá di Fasano                    | Italia    | Serie D           | 22  | 0 | 0 |  |       |  |  |     |    |   |
| 2020      | San Luca Calcio                    | Italia    | Serie D           | 7   | 1 | 0 |  |       |  |  |     |    |   |
| 2019-2020 | Celaya                             | México    | Liga Expansión    | 5   | 0 | 0 |  |       |  |  |     |    |   |
| 2019      | Carlos A. Mannucci                 | Perú      | Liga 1            | 2   | 0 | 0 |  |       |  |  |     |    |   |
| 2018      | Club Blooming                      | Bolivia   | Copa Sudamericana | 1   | 0 | 0 |  |       |  |  |     |    |   |
| 2017      | Club Blooming                      | Bolivia   | Primera División  | 30  | 2 | 1 |  |       |  |  |     |    |   |
| 2016-2017 | Instituto Atlético Central Córdoba | Argentina | Segunda División  | 20  | 1 | 0 |  |       |  |  |     |    |   |
| 2015-2016 | Alebrijes de Oaxaca                | México    | Ascenso MX        | 12  | 0 | 0 |  |       |  |  |     |    |   |
| 2015-     | Alebrijes de Oaxaca                | México    | Copa MX           | 2   | 0 | 0 |  |       |  |  |     |    |   |
| 2014      | Defensa y Justicia                 | Argentina | Primera División  | 9   | 0 | 0 |  |       |  |  |     |    |   |
| 2014      | Defensa y Justicia                 | Argentina | Copa Argentina    | 3   | 0 | 0 |  |       |  |  |     |    |   |
| 2013-2014 | Instituto Atlético Central Córdoba | Argentina | Segunda División  | 36  | 1 | 1 |  |       |  |  |     |    |   |
| 2013      | Instituto Atlético Central Córdoba | Argentina | Copa Argentina    | 1   | 0 | 0 |  |       |  |  |     |    |   |
| 2012-2013 | Ferro Carril Oeste                 | Argentina | Segunda División  | 36  | 1 | 0 |  |       |  |  |     |    |   |
| 2011-2012 | Independiente Rivadavia            | Argentina | Segunda División  | 49  | 1 | 0 |  |       |  |  |     |    |   |
| 2010      | C.A. Tigre                         | Argentina | Primera División  | 2   | 0 | 0 |  |       |  |  |     |    |   |
| 2009-2010 | Colón                              | Argentina | Primera División  | 7   | 0 | 0 |  |       |  |  |     |    |   |
| 2003-2009 | C.A.I.                             | Argentina | Segunda División  | 130 | 5 | 1 |  | Total |  |  | 368 | 11 | 3 |